# Валя-Арговей (комуна)
Валя-Арговей (рум. Valea Argovei) — комуна у повіті Келераш в Румунії. До складу комуни входять такі села (дані про населення за 2002 рік):
- Валя-Арговей (1589 осіб)
- Вледічаска (315 осіб)
- Лунка
- Острову (76 осіб)
- Сіліштя (812 осіб)

Комуна розташована на відстані 55 км на схід від Бухареста, 46 км на захід від Келераші, 148 км на захід від Констанци.

## Населення
За даними перепису населення 2002 року у комуні проживали 2792 особи.
Національний склад населення комуни:
| Національність | Кількість осіб | Відсоток |
| -------------- | -------------- | -------- |
| румуни         | 2669           | 95,6%    |
| цигани         | 122            | 4,4%     |
| угорці         | 1              | < 0,1%   |

Рідною мовою назвали:
| Мова      | Кількість осіб | Відсоток |
| --------- | -------------- | -------- |
| румунська | 2791           | > 99,9%  |
| циганська | 1              | < 0,1%   |

Склад населення комуни за віросповіданням:
| Релігія       | Кількість осіб | Відсоток |
| ------------- | -------------- | -------- |
| православні   | 2789           | 99,9%    |
| римо-католики | 3              | 0,1%     |